# Звёздный мальчик (фильм)
«Звёздный мальчик» — советский фильм-спектакль по произведениям Оскара Уайльда: по сказкам «Звёздный мальчик», «День рождения Инфанты» и другим. Премьера на ТВ состоялась 10 января 1958 года, в кино — 11 июня того же года.

## Сюжет
По пьесе Н. и Ю. Давыдовых, а также по мотивам сказок Оскара Уайльда.
Бедный дровосек увидел, как падает большая звезда. Поспешив на ожидаемое место падения, он обнаружил младенца, укутанного в плащ, ткань которого была расшита звёздами. Добрая семья дровосека приютила ребёнка и окружила его добром и лаской. Несмотря на это, к десяти годам мальчик, получивший прозвище «Звёздный», вырос эгоистичным и жестоким. При этом он был очень красив. Долгие годы искавшая его мать была отвергнута Звёздным мальчиком, поскольку ему оказалась не по нраву убого одетая бродяжка. Разочарованная мать ушла, а мальчика постигло суровое наказание: он не просто утратил свою красоту, а стал уродлив. Сменившееся положение повлекло перемену характера мальчика: он осознал собственную былую несправедливость, стал добрым и отзывчивым. Он отправился на поиски матери, чтобы получить её прощение. Вновь обретённые качества (доброта и отзывчивость) помогли мальчику превозмочь трудности и тяготы тяжёлого дальнего пути и одолеть того самого злого колдуна, который когда-то отобрал Звёздного мальчика у его матери и сделал его жестокосердным. Преодолев испытания, Звёздный мальчик воссоединился со своей матерью, благодаря чему вновь обрёл прежнюю красоту.

## В ролях
| Актёр                | Роль                            |
| -------------------- | ------------------------------- |
| Мария Виноградова    | Звёздный мальчик                |
| Сергей Голованов     | дровосек                        |
| Елизавета Кузюрина   | жена дровосека                  |
| Нина Гребешкова      | дочь дровосека                  |
| Елена Королёва       | дочь дровосека                  |
| Вова Гуськов         | сын дровосека                   |
| Михаил Трояновский   | сосед дровосека                 |
| Афанасий Кочетков    | злой волшебник                  |
| Мария Кремнёва       | нищая / мать Звёздного мальчика |
| Б. Виноградов        | нищий                           |
| Надежда Румянцева    | Лесной мальчик                  |
| Нина Крачковская     | маленькая госпожа               |
| Татьяна Гурецкая     | тётя маленькой госпожи          |
| Алексей Добронравов  | гонец из замка                  |
| Эммануил Геллер      | первый стражник                 |
| Николай Скоробогатов | второй стражник                 |
| Георгий Милляр       | слуга в замке                   |
| Георгий Бударов      | другой дровосек                 |

## Съёмочная группа
| Авторы пьесы                    | Ю. Давыдов, Н. Давыдова                             |
| Режиссёры                       | Анатолий Дудоров, Е. Зильберштейн                   |
| Оператор                        | М. Дятлов                                           |
| Художник-постановщик            | Евгений Черняев                                     |
| Композитор                      | К. Тимофеев (или Н. Тимофеев)                       |
| Звукооператор                   | Семён Литвинов                                      |
| Оператор комбинированных съёмок | Борис Травкин                                       |
| Монтажёр                        | Л. Печнева                                          |
| Директор картины                | В. Слонимский                                       |
| Оркестр                         | Оркестр Главного управления по производству фильмов |
| Дирижёр оркестра                | Вероника Дударова                                   |
| Балетмейстер                    | Елена Менес                                         |

## Технические данные
| Тип                          | телевизионный фильм-спектакль |
| Цветность                    | черно-белый                   |
| Количество частей            | 8 частей                      |
| Длина плёнки                 | 2093,7 метра                  |
| Киностудия                   | Мосфильм                      |
| Дата окончания производства  | 1957 год                      |
| Дата выхода на киноэкраны    | июнь 1958 года                |
| Разрешительное удостоверение | ВЭ II.VI. 1958 г.             |

## Постпродакшн
Специально для фильма-спектакля поэтом Г. по заказу «Мосфильма» были написаны новые песни, отсутствовавшие в пьесе. Из-за тонкостей авторского права поэту отказали в выплатах потиражного вознаграждения и кинопрокат, и судебные инстанции.

## Отзывы, рецензии, критика
Фильм Дудорова и Зильберштейна «Звёздный мальчик» был выпущен 11 июня 1958 года.
По мнению Б. Виленкина, и в прекрасном Звёздном мальчике, и в получившемся из него противном уродце сложно опознать молодую актрису Марию Виноградову, поскольку эта сложная роль для неё необычна, особенно после предшествующей роли старухи Улиты в фильме «Вольница». Сам фильм учит маленьких зрителей тому, что необходимо любить других людей больше, чем себя, и помнить, что красота человека не во внешности, а в делах, в скромности и уважении.
По мнению Сергея Капкова, роль Звёздного мальчика — одна из лучших ролей в карьере Марии Виноградовой.
По мнению Андрея Сидорчика, в «Звёздном мальчике» Марии Виноградовой, несмотря на тридцатипятилетний возраст, удалось великолепно сыграть самовлюблённого подростка, повторив подвиг Янины Жеймо.